# Sobarocephala pruinosa
Sobarocephala pruinosa är en tvåvingeart som beskrevs av Soos 1962. Sobarocephala pruinosa ingår i släktet Sobarocephala och familjen träflugor.
Artens utbredningsområde är Panama. Inga underarter finns listade i Catalogue of Life.